# Otto Katz (Theologe)

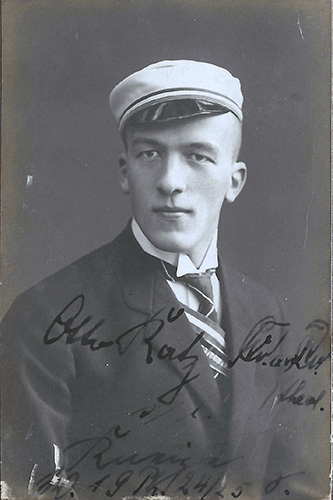
Otto Katz als Marburger Wingolfit

Otto Katz (* 18. Juni 1904 in Karlsruhe; † 8. Juni 1976 in Freiburg) war ein deutscher evangelischer Pfarrer. Er war Dekan des Kirchenbezirks Freiburg.

## Leben
Katz entstammte einer alten Murgschifferfamilie aus Gernsbach. Er studierte in Tübingen, Marburg und Heidelberg evangelische Theologie. Während seiner Studienzeit wurde er  Mitglied des Tübinger, Marburger und Heidelberger Wingolf, später auch des Freiburger Wingolf.
Im Mai 1931 heiratete er Erika Trüdinger. Aus der Ehe gingen zwei Söhne und zwei Töchter hervor. Am 1. Juni 1931 wurde er zum Pfarrer in Sennfelden berufen. Am 1. August 1938 wurde er zum kommissarischen Heerespfarrer ernannt. Zum 1. Februar 1939 erfolgte seine Entlassung aus dem Kirchendienst, zwecks Übertritts in die Wehrmachtsseelsorge. Die Finanzabteilung erhob dagegen mehrfach Bedenken. Sie warf Katz vor, er gehöre „zu den stursten Vertretern der sog. „Bekenntnisfront““ und habe sich als solcher betätigt. Außerdem habe er den Pfarrernotbund propagiert.
Nach dem Einsatz an der Ostfront galt er zunächst als vermisst. Am 29. November 1949 kehrte er aus sowjetischer Gefangenschaft heim. Bereits einen Monat später wurde er zum Pfarrer der Freiburger Ludwigskirche berufen. Da deren Kirchengebäude zerstört war, predigte er zunächst in einem angemieteten Raum in der Sautierstraße. Ihm oblag neben dem Wiederaufbau der Ludwigsgemeinde – sein Vorgänger hatte den Deutschen Christen angehört – auch der Neubau der Ludwigskirche, die er nicht mehr am alten Standort errichten ließ, sondern am heutigen Standort an der Ecke Starkenstraße–Stadtstraße. 
Ab 1956 bekleidete er zusätzlich das Amt eines nebenamtlichen Standortpfarrers der Bundeswehr. Von 1961 bis 1969 war er Dekan des Kirchenbezirks Freiburg. Am 8. Oktober 1970 wurde ihm das Bundesverdienstkreuz 1. Klasse verliehen.